# Drosophila latipaenula
Drosophila latipaenula är en tvåvingeart som beskrevs av Toyohi Okada och Carson 1982. Drosophila latipaenula ingår i släktet Drosophila och familjen daggflugor.
Artens utbredningsområde är Nya Guinea.